# Drakkalla
Drakkalla (Dracunculus vulgaris) är en kallaväxtart som beskrevs av Heinrich Wilhelm Schott. Drakkalla ingår i släktet drakkallor, och familjen kallaväxter. Inga underarter finns listade.

## Bildgalleri

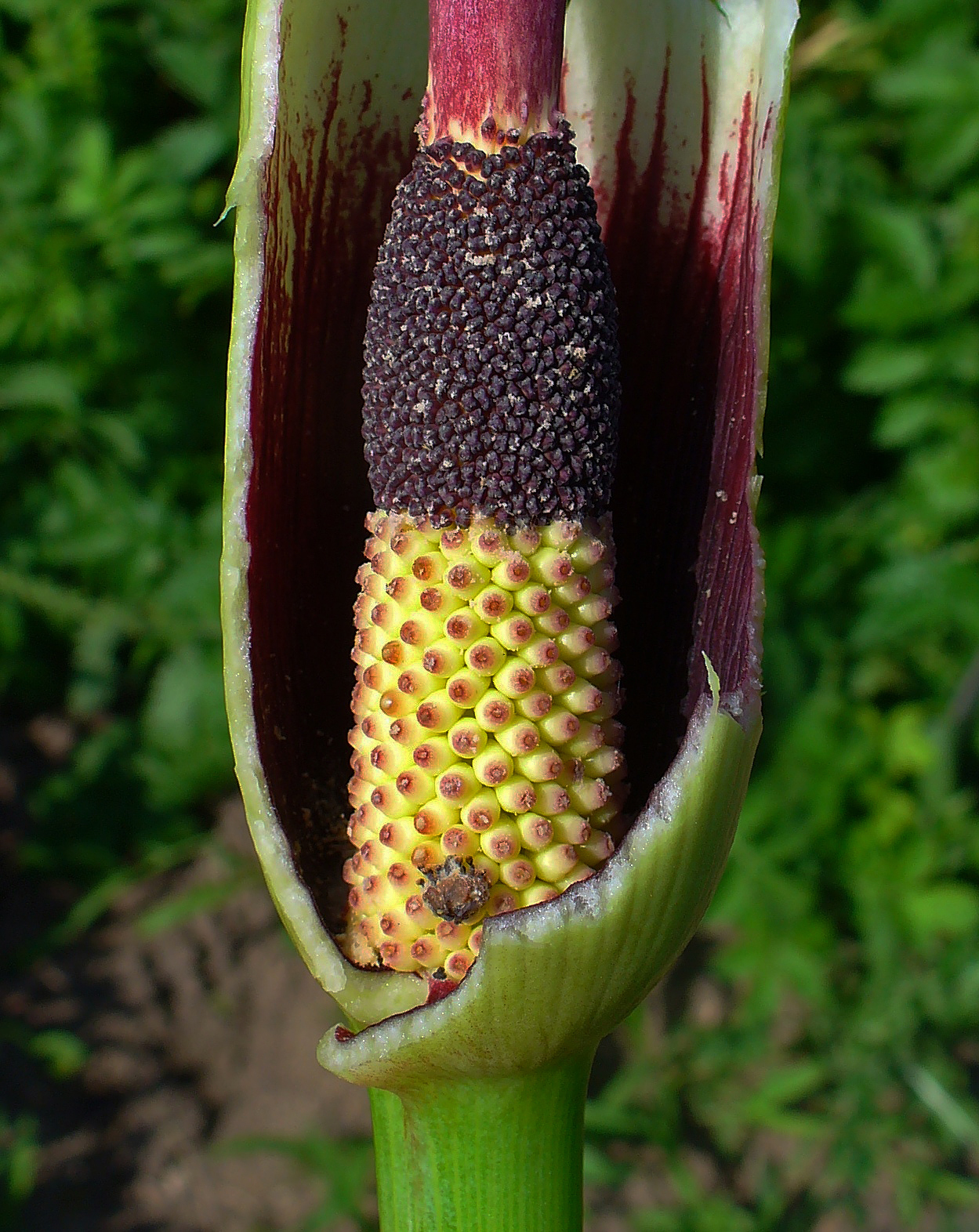